# Tomicobia promulus
Tomicobia promulus är en stekelart som först beskrevs av Walker 1840.  Tomicobia promulus ingår i släktet Tomicobia och familjen puppglanssteklar. Arten är reproducerande i Sverige. Inga underarter finns listade i Catalogue of Life.